# Grete Busch
Margarethe „Grete“ Busch (* 19. Juni 1911 in Elberfeld; † 20. November 1997 in Hilden) war eine deutsche Leichtathletin.

## Sportliche Karriere
Grete Busch trat 1933 für den SC Viktoria Köln an und 1934 für die Elberfelder TG. 1937 startete sie für den Frauen-SC Wuppertal und ab 1938 wieder für die Elberfelder TG.
Bei Deutschen Meisterschaften erreichte Grete Busch 1933 den zweiten Platz im Fünfkampf hinter Gisela Mauermayer. Von 1934 bis 1942 wurde sie fünfmal Dritte im Fünfkampf.
Bei den Frauen-Weltspielen 1934 in London siegte Gisela Mauermayer im Fünfkampf vor Grete Busch.
Nach dem Zweiten Weltkrieg gehörte Grete Busch zu den Gründungsmitgliedern des LSB NRW, bis 1952 war sie dort als Vorstandsmitglied aktiv. 1950 nahm sie an der Gründungsversammlung des DSB teil. Von 1954 bis 1974 war sie Mitglied im Frauenausschuss des DSB.

## Familie
Grete Busch ist die Tochter des Olympiateilnehmers von 1904 Christian Busch, der später Sportfunktionär wurde. Gretes Bruder Hans war Hochspringer.